# Colin Fraser Symington
Colin Fraser Symington (* 3. November 1905 in Edinburgh, Vereinigtes Königreich; † 9. September 1943 in Ibadan, Nigeria) war ein britischer Botaniker und Forstwissenschaftler.

## Leben
Colin Fraser Symington wuchs in Edinburgh auf und erhielt seine Schulausbildung am George Watson's College. Anschließend studierte an der University of Edinburgh und erlangte einen B.Sc. in Forstwesen. Danach absolvierte er ein Postgraduiertenstudium an der University of Oxford.
Nach seinem Studienabschluss nahm er 1927 eine Stelle beim Malaysian Forest Service an. 1929 kam er an das neu errichtete Forest Research Institute in Kepong bei Kuala Lumpur, wo er sich um das Herbarium kümmerte und die Bestände mit selbst gesammelten Exemplaren ergänzte. 1934 wurde er zum Forstbotaniker befördert. Im Rahmen seiner Tätigkeit führte er Sammelexpeditionen auf der gesamten Malaiischen Halbinsel, Borneo, Sumatra und den Philippinen durch. In seiner Forschungstätigkeit konzentrierte Symington sich auf die forstwirtschaftlich bedeutenden Flügelfruchtgewächse, die Gegenstand einer Reihe von grundlegenden Aufsätzen zur botanischen Systematik wurden.
Zu Beginn der japanischen Invasion der Malaiischen Halbinsel führte Symington britische und australische Truppen durch den Dschungel. Später warb er gemeinsam mit einem Kollegen unter den Chinesen in Malaysia Partisanen an und führte ihre Einheit. Unterdessen hatte Symington seine Ehefrau und die beiden Kinder nach Singapur geschickt. Nach der Schlacht um Singapur und der Kapitulation der alliierten Truppen war die Lage auch dort so gefährlich geworden, dass die Familie auf einem Schiff nach Melbourne in Australien fliehen musste.
Nach einiger Zeit wurde er vom Colonial Office zur Abteilung für Forstwesen der britischen Kolonialverwaltung in Nigeria entsandt. Seine Familie schickte er in die Heimat seiner Frau nach Stellenbosch, Südafrika. Noch im April 1943 beschrieb er seine Tätigkeit in Nigeria in einem Brief an Kenneth Airy Shaw mit großem Enthusiasmus. Wenige Monate später starb er an Malaria und Dysenterie, nach anderen Angaben durch Suizid.

## Hauptwerk
Symington hatte geplant, die Ergebnisse seiner langjährigen forstwissenschaftlichen Forschungsarbeit in Buchform zu veröffentlichen. Bei diesem Standardwerk über die Flügelfruchtgewächse (Dipterocarpaceae) handelte es sich um die erste grundlegende Erfassung und Klassifizierung der wichtigsten Nutzhölzer der Malaiischen Halbinsel. In Südostasien ist die Nutzung der Flügelfruchtbäumen für die Holz- und Gummiindustrie der Hauptgrund für die Zerstörung der tropischen Regenwälder.
Das Handbuch richtete sich ausdrücklich an Forstleute, die in die Lage versetzt werden sollten, Flügelfruchtbäume im Regenwald sicher zu identifizieren. Gleichwohl ordnete Symington die über viele Jahrzehnte vernachlässigte biologische Systematik der Familie Dipterocarpaceae.
Der erste Teil seines Werks beginnt mit einem Überblick über die Forschungsgeschichte und weltweite Verbreitung der Flügelfruchtgewächse, mit dem Schwerpunkten Phylogenie und Biogeographie. Es folgt eine kurze Übersicht über 17 Pflanzengesellschaften, in denen Flügelfruchtgewächse vorkommen, oft als zumindest lokal dominierende Pflanzengruppe. Zum Abschluss liefert Symington eine eingehendere Darstellung der sieben wichtigsten Pflanzengesellschaften und ihres Vorkommens in Malaysia.
Der zweite Teil stellt drei Bestimmungsschlüssel für Gattungen, Triben und gelegentlich auch Arten der wirtschaftlich genutzten Flügelfruchtbäume dar, jeweils auf die Borken, Blüten und Früchte bezogen. Im dritten Teil folgt eine alphabetische Auflistung der Arten mit der Angabe von Trivialnamen, botanischer Klassifizierung einschließlich Synonymen, Identifizierung im Feld, Forstkultur und wirtschaftlicher Bedeutung.
Symington hatte die Arbeit an seiner Monographie Forester’s Manual of Dipterocarps bereits 1940 abgeschlossen. Im November 1941 begann in einer Druckerei in Kuala Lumpur der Satz. Doch bereits im folgenden Monat mussten Symington und der Leiter der Druckerei vor den anrückenden japanischen Truppen nach Singapur fliehen. Das Original-Manuskript verblieb in der Druckerei. In Singapur traf Symington mit dem Botaniker Edred John Henry Corner zusammen. Dieser war von 1929 bis 1946 stellvertretender Direktor der Singapore Botanic Gardens.
Nach der Besetzung Singapurs wurde der japanische Geologe und Vulkanologe Tanakadate Hidezō, Professor an der kaiserlichen Universität Tōhoku und international anerkannter Wissenschaftler, amtierender Direktor der Singapore Botanic Gardens. In dieser Funktion wurde er von Corner über die Monographie Symingtons, seine große wissenschaftliche Bedeutung und den drohenden Verlust des Manuskripts informiert. Corner war wie sein Vorgesetzter Richard Eric Holttum in den Botanic Gardens interniert. Tanakadate hatte in Verhandlungen mit der japanischen Militärverwaltung erreicht, dass die Botanic Gardens und das Museum nicht geplündert wurden, und die wissenschaftlichen Mitarbeiter ihre Arbeit fortsetzen konnten.
Die Druckfahnen wurde von Tanakadate und einem britischen Botaniker in der Druckerei und im Forest Research Institute in Kuala Lumpur ausfindig gemacht. Sie wurden zur Überprüfung und Korrektur zu den internierten Botanikern in Singapur gebracht und 1943 von einem Verlag in Kuala Lumpur in nur 500 Exemplaren herausgegeben. Die Entscheidung, das Buch überhaupt herauszugeben, war von der Sorge um die Rettung des Werks bestimmt. Dem Risiko, den einzigen erhaltenen Satz von Druckfahnen im Krieg zu verlieren, sollte durch den Druck begegnet werden. Die Kosten für den Druck und für die Weiterbeschäftigung der Wissenschaftler im Raffles Museum und den Singapore Botanic Gardens bestritten Tanakadate und Fürst Tokugawa Yoshichika, ein Botaniker und amtierender Direktor des Raffles Museum, aus eigenen Mitteln.

## Erstbeschreibungen (Auswahl)
- Dryobalanops keithii Symington
- Parashorea tomentella (Symington) Meijer
- Pseudosindora palustris Symington
- Richetia acuminatissima (Symington) P.S.Ashton & J.Heck.
- Richetia balanocarpoides (Symington) P.S.Ashton & J.Heck.
- Richetia peltata (Symington) P.S.Ashton & J.Heck.
- Richetia xanthophylla (Symington) P.S.Ashton & J.Heck.
- Shorea albida Symington
- Shorea argentifolia Symington
- Shorea flemmichii Symington
- Shorea foxworthyi Symington
- Shorea inaequilateralis Symington
- Shorea lumutensis Symington
- Shorea ochrophloia Strugn. ex Symington
- Shorea pachyphylla Ridl. ex Symington
- Shorea smithiana Symington
- Shorea submontana Symington
- Shorea superba Symington
- Upuna Symington
- Upuna borneensis Symington
- Vatica diospyroides Symington
- Vatica heteroptera Symington

## Veröffentlichungen

### Aufsätze
- Colin Fraser Symington: Notes on Malayan Dipterocarpaceæ - I. In: The Gardens' Bulletin. Straits Settlements. Band 7, Nr. 2, 1933, S. 129–155, Tafeln XXXIII-XLVII (Online in der Biodiversity Heritage Library).
- Colin Fraser Symington: Notes on Malayan Dipterocarpaceæ - II. In: The Gardens' Bulletin. Straits Settlements. Band 8, Nr. 1, 1934, S. 1–36, Tafeln I-X (Online in der Biodiversity Heritage Library).
- Colin Fraser Symington: Notes on Malayan Dipterocarpaceæ - III. In: The Gardens' Bulletin. Straits Settlements. Band 8, Nr. 4, 1935, S. 265–292, Tafeln XVI-XXVIII (Online in der Biodiversity Heritage Library).
- Colin Fraser Symington: Notes on Malayan Dipterocarpaceæ - IV. In: The Gardens' Bulletin. Straits Settlements. Band 9, Nr. 4, 1938, S. 319–354, Tafeln XVII-XXVII (Online in der Biodiversity Heritage Library).
- Colin Fraser Symington: Notes on Malayan Dipterocarpaceæ - V. In: The Gardens' Bulletin. Straits Settlements. Band 10, 1939, S. 336–386, Tafeln 11–27 (Online in der Biodiversity Heritage Library).
- Colin Fraser Symington: The Flora of Gunong Tapis in Pahang. With notes on the altitudinal zonation of the forests of the Malay Peninsula. In: Journal of the Malayan Branch of the Royal Asiatic Society. Band 14, Nr. 3, 1936, S. 333–365.

### Buch
- Colin Fraser Symington: Foresters' manual of dipterocarps (= Malayan Forest Records. No. 16). Syonan-Hakubutukan, Kuala Lumpur 1943 (xliii + 244 S., ohne Tafeln).
- Colin Fraser Symington: Foresters' manual of dipterocarps (= Malayan Forest Records. No. 16). Penerbit Universiti Malaya, Kuala Lumpur 1974 (244 S. und 144 Tafeln).

## Dedikationsnamen und sonstige Ehrungen
- Anthoshorea symingtonii (G.H.S.Wood) P.S.Ashton & J.Heck.
- Calophyllum symingtonianum M.R. Hend. & Wyatt-Smith
- Clethra symingtonii Sleum.
- Elaeocarpus symingtonii F.S.P.Ng
- Glochidion symingtonii Airy Shaw
- Syzygium symingtonianum (M.R. Hend.) I.M.Turner

Symington wurde 1940 zum Fellow of the Linnean Society of London gewählt.